# Roche Susky
La roche Susky, ou inselberg Mamilihpan, est un piton rocheux situé dans le Sud-Ouest de la Guyane, dans la commune de Maripasoula. Elle culmine à une altitude de 404 mètres. 

## Toponymie
Cet inselberg doit son nom à un aviateur guyanais d'origine tchèque, François Susky. En 1995, ayant survolé en avion ce site géologique remarquable, il organise une première expédition à pied afin d'observer la roche. Emmené par un groupe d'Amérindiens, ils y découvrent des peintures rupestres. L'aviateur avait pour habitude de prendre ces îles de granite émergeant au-dessus de la canopée comme point de repère dans sa navigation aérienne.

## Géographie

### Situation
La roche Susky se situe sur le plateau des Guyanes, au nord des monts Tumuc-Humac et du massif du Mitaraka. Elle est comprise entre deux bassins versants de la forêt amazonienne guyanaise, celui du haut Maroni et celui du Marouini.

### Faune
Une espèce endémique de scorpion, Ananteris mamilihpan, y a été mise en évidence en 2020. Un rencensement ornithologique effectué lors de l'expédition scientifique de 2018 a permis d'identifier les espèces suivantes :
- le Martinet montagnard (Aeronautes montivagus) ;
- l’Ermite d'Auguste (Phaethornis augusti) ;
- le Tyranneau nain (Phyllomyias griseiceps) ;
- le Tyran sociable (Myiozetetes similis) ;
- le Coq-de-roche orange (Rupicola rupicola).

## Histoire
En 1996, le Service d'archéologie régionale organise deux expéditions en direction de cette roche. Situé au milieu de la forêt guyanaise non loin de la roche Koutou, ce relief recèle plus d'une centaine de peintures rupestres au sein d'un abri classé monument historique.
Difficile d'accès, ce site a fait l'objet de rares expéditions scientifiques. En 2018, une équipe pluridisciplinaire comprenant des chercheurs de l'ONF, de l'IGN, de l'IRD et du parc amazonien de Guyane a procédé à un inventaire écologique et à un état des lieux archéologique, ainsi qu'à la constitution d'une base iconographique de la roche et de ses abris peints.

## Dans la culture
En 2022, le rappeur Soso Maness publie une vidéo documentaire, Zone hostile : l'enfer vert, racontant l'expédition qu'il a entreprise afin d'atteindre la Mamilihpan. Il évoque cette difficile expérience dans un titre intitulé « Zone hostile » et paru dans l'album À l'aube.